# 葵みのり
葵 みのり（あおい みのり、1980年3月28日 - ）は、日本の元AV女優。バンビプロモーションに所属していた。

## 略歴
- 1999年2月、宇宙企画より『純心』でAVデビュー。
- 2000年に一時引退。
- 2001年3月、『葵みのり・裏仕事』で復帰、その後AV業界から身を引いた。
- 2006年10月に中国・蘇州市で行なわれた「第二回世界健康都市連盟大会」の屋外広告に、出演作のパッケージ写真が無断使用され、国営通信社・新華社をはじめとする現地の大手メディアが大々的に報じる事態が起きた[2][3]。

## 人物
- 趣味はショッピング[1]。

## 作品

### アダルトビデオ
1999年
- 純心（2月28日、宇宙企画）＊デビュー作
- ベイビーキッス（3月28日、宇宙企画）
- 夢見るセーラー（4月25日、宇宙企画）
- ANGEL（5月18日、宇宙企画）
- びしょ濡れアリスちゃん（6月6日、宇宙企画）
- マイピュアガール（7月16日、メディアックス）＊「ベイビーキッス」他を再編集したもの
- 潮吹き乙女 半熟妻（8月31日、for you）
- Follow Me（9月21日、h.m.p）
- 姫奴隷（9月22日、for you）
- ぐりぐりマンボ（10月26日、for you）
- 生狂い（11月30日、for you）
- 宇宙企画'99DX（12月12日、宇宙企画）他出演:小池亜弥、安里祐加、ほか
- ハードコアに犯されて（12月25日、for you）

2000年
- ぶっとい注射がスキなのよ（1月15日、宇宙企画）
- 乙女ざかり 8（2月4日、サマンサ）
- 潮吹き奴隷（2月23日、h.m.p）＊「半熟妻」「ぐりぐりマンボ」「生狂い」を再編集したもの
- コスプレマニア Fetish Virgin IV（3月6日、サマンサ）
- 女尻（4月21日、アリスJAPAN）
- 激唇（5月15日、アトラス）
- エロティック・ド－ル（7月10日、サクセス・ビデオ・コミュニティー）
- エッチに狂わせて 極太だい好きっ娘（7月10日、h.m.p）＊「姫奴隷」「ハードコアに犯されて」他から再編集したもの
- セブンVOL.3 七つの夢の物語（7月21日、アリスJAPAN）他出演:小室友里、朝倉まりあ、夏川優奈、香取さやか、里村涼、小川春菜
- 秘蔵（9月30日、宇宙企画）
- 激唇Super Vol.2（12月29日、	デジタルドリームデベロップメント）他出演:桜井風花、三田友穂

2001年
- 女尻CLIMAX 5th（1月16日、アリスJAPAN） 他出演:広末奈緒、麻倉かほり、深田美穂、安里祐加
- 宇宙企画DX コスプレ編（2月10日、宇宙企画）＊オムニバス作品
- 葵みのり・裏仕事（3月18日、宇宙企画）＊AV復帰第一弾
- 監禁遊戯（4月15日、宇宙企画）
- 想ひで 葵みのり&秋菜里子（6月1日、メディアックス）
- タマにはしゃぶりたい（6月22日、セクシア）
- 恋愛論（7月20日、セクシア）
- アダルトウォーカー AV Walker（8月31日、トライハートコーポレーション） 他出演:来生ひかり、北川ゆい、吉村すもも
- Venus Re-mix Vol.6（10月26日、アリスJAPAN）他出演:秋菜里子、三宮里緒、瞳リョウ、桜真琴、相原涼
- タマにはしゃぶりたい SP（10月26日、セクシア）

2002年
- 監禁遊戯PLUS（6月28日、宇宙企画）
- コスプレマニア 葵みのり 葵みのりchanがエロティック七変化！！（7月19日、マックス・エー）

2003年
- 淫女伝説 18人の墮天使たち（9月26日、笠倉出版社）＊オムニバス作品
- Debut Collection　花（8月29日、宇宙企画） 他出演:金沢文子、灘ジュン、上村ひな、上原あやか、西野さゆき、葉山美湖、及川奈央、佐藤まい、渡瀬晶
- 宇宙企画Memorial 葵みのり Complete Box（11月14日、宇宙企画）
- 宇宙企画Memorial 葵みのり 1（11月14日、宇宙企画）
- 宇宙企画Memorial 葵みのり 2（11月14日、宇宙企画）
- 宇宙企画Memorial 葵みのり 3（11月14日、宇宙企画）

2004年
- Sexian Beauty（4月16日、笠倉出版社）
- 緊縛天使DX（9月12日、宇宙企画） 他出演:彩名杏子、松島かえで、小川音子、吉澤あさみ、長谷川いずみ、坂下麻衣、上原深雪

2009年
- 黄金伝説 葵みのりの原点（10月23日、マックス・エー）

2010年
- 新MAXピンクファイル 葵みのり（5月14日、マックス・エー）

発売日不明
- Over heat（SEXファイル）
- 絶頂、その瞬間に（zen-AX）
- 裏ルームサービス（ワープエンタテインメント）

### イメージビデオ
- 天使のブルマー（美少女EROS恋写館 65）（1999年6月5日、英知出版）
- みのりがいっぱい（美少女EROS恋写館 100）（2001年8月10日、バウハウス）
- コスプレ ラヴァーズ（2002年2月20日、バウハウス）＊オムニバス作品

## 書籍

### 写真集
- 胸さわぐ、…「エピソード」（1999年5月30日発行、斉木弘吉、英知出版）
- flowers（w / 堀内ナナ）（1999年9月8日発行、渡辺達生、TIS）
- TENNYO 1（2000年6月15日発行、宮澤正明、英知出版）
- Juice（2001年8月5日発行、西條彰仁、メディアックス）
- アオイソラノムコウ.（2001年12月29日発行、斉木弘吉、竹書房）
- らぶぱら「カノジョに初めて会った日、好きで好きでひとり占めしたくなった…。」（2002年2月1日発行、斉木弘吉、竹書房）
- 葵みのりのヰタセクスアリス　（2003年7月5日発行、斉木弘吉、竹書房）